# Alexander Malcolm Manson
Pour les articles homonymes, voir Alexander Manson et Manson.
Alexander Malcolm Manson (7 octobre 1883-25 septembre 1964) est un homme politique canadien de la Colombie-Britannique. Il est député provincial libéral de la circonscription britanno-colombienne de Omineca de 1916 à 1935,.
Il sert comme président de l'Assemblée législative de la Colombie-Britannique en 1921 à 1922.

## Biographie
Né à Saint-Louis dans le Missouri aux États-Unis, Manson étudie le droit à l'Université de Toronto et à la Osgoode Hall Law School. Il devient par la suite le premier avocat à pratiquer dans la région de Prince Rupert.
Élu député, Manson est procureur-général et ministre du Travail dans le gouvernement de John Olivier. Sa gestion de l'affaire Janet Smith (en) en 1924 est critiquée et endommage sa carrière politique. Néanmoins, il conserve se ministère lorsque John Duncan MacLean devient premier ministre. Il s'implique également dans le loi sur les spiritueux, sur les narcotiques, sur chemin de fer Pacific Great Eastern (en) et sur la conservation du gibier.
Il démissionne en 1935, afin de se présenter sur la scène fédérale. Il sera défait par le conservateur Howard Charles Green dans Vancouver-Sud.
Manson devient ensuite juge à la Cour suprême de la Colombie-Britannique à partir de 1936 jusqu'à sa retraite en 1961.
Au courant des années 1920, il est grand maître de la Grande loge de la Colombie-Britannique et du Yukon.
Manson meurt du cancer à Vancouver en septembre 1964 à l'âge de 80 ans.